# Małgorzata Lebda
Małgorzata Lebda (ur. 23 sierpnia 1985 w Nowym Sączu) – polska poetka, fotograficzka, doktor nauk humanistycznych, laureatka Nagrody Literackiej Gdynia.

## Kariera artystyczna i naukowa
Dzieciństwo spędziła w Żeleźnikowej Wielkiej. W lipcu 2014 obroniła pracę doktorską pt. Utajona mowa obrazu. Rola poetyki w interpretacji fotografii współczesnej. Wybrane przykłady (promotor Rafał Piotr Solewski) na Uniwersytecie Pedagogicznym im. Komisji Edukacji Narodowej w Krakowie. Wyróżniona Stypendium Twórczym Miasta Krakowa (2006), Stypendium Grazelli (2006) oraz stypendium MKiDN (2012). W 2017 roku otrzymała Nagrodę – Stypendium im. Stanisława Barańczaka w ramach Poznańskiej Nagrody Literackiej. Jury Nagrody Poetyckiej im. K.I. Gałczyńskiego – Orfeusz za najlepszy tom poetycki roku 2016 uznało jej książkę Matecznik. Nominowana do Wrocławskiej Nagrody Poetyckiej „Silesius” 2019, do Nagrody Poetyckiej im. K.I. Gałczyńskiego – Orfeusz 2019 za tom Sny uckermärkerów. Laureatka Nagrody Literackiej Gdynia za 2018 rok za tenże tom. W 2022 została nominowana do Wrocławskiej Nagrody Poetyckiej „Silesius” oraz do Nagrody Poetyckiej K.I. Gałczyńskiego 2021 za tom Mer de Glace. Mieszka w Krakowie. Pracowała jako adiunkt w Katedrze Wiedzy o Mediach na Uniwersytecie Pedagogicznym im. Komisji Edukacji Narodowej w tymże mieście, następnie w Katedrze Kultury Literackiej Pogranicza na Wydziale Polonistyku Uniwersytetu Jagiellońskiego.

## Życie prywatne
Była pierwszą żoną wspinacza Kacpra Tekielego.

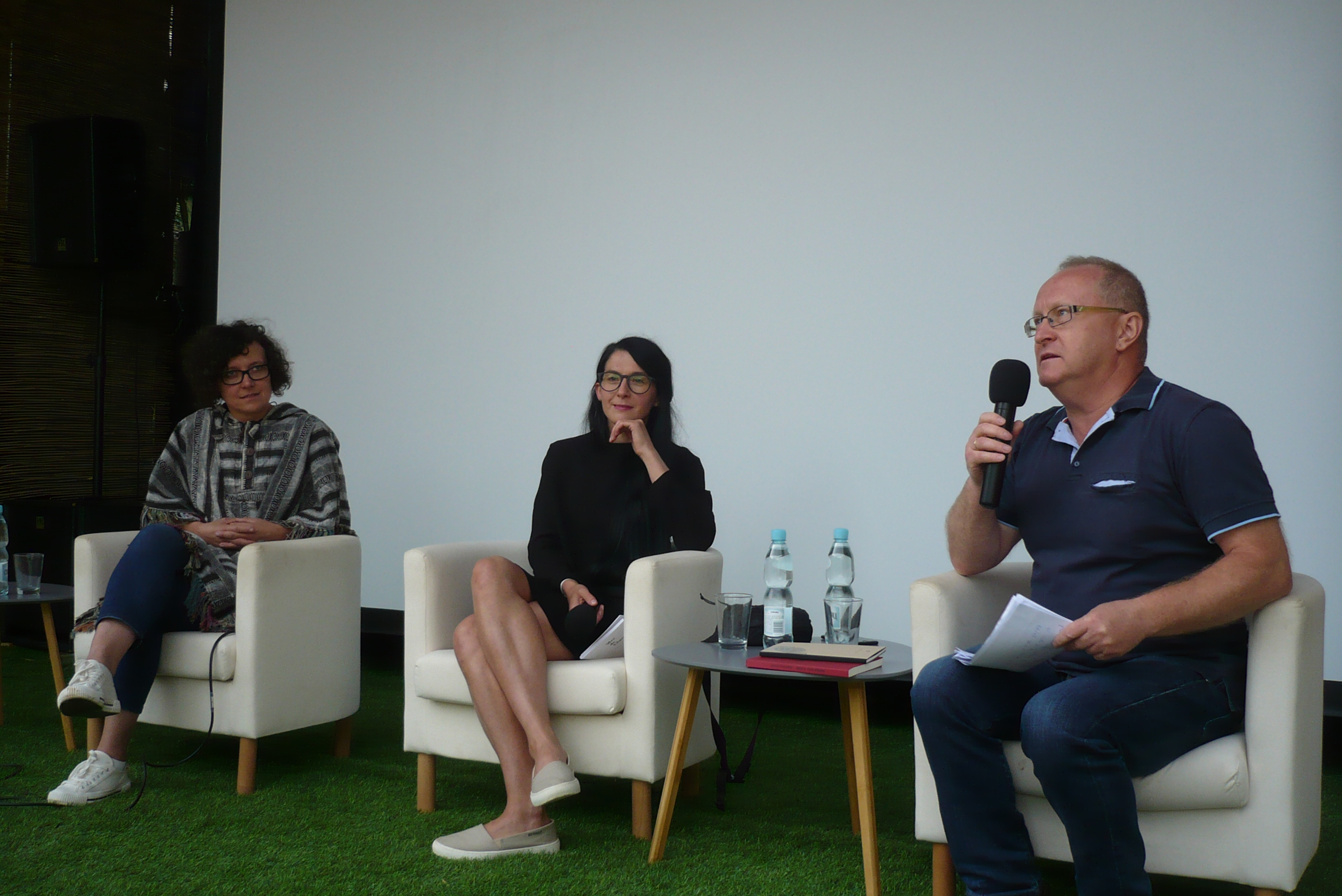
Z U. Zajączkowską, K. Maliszewskim
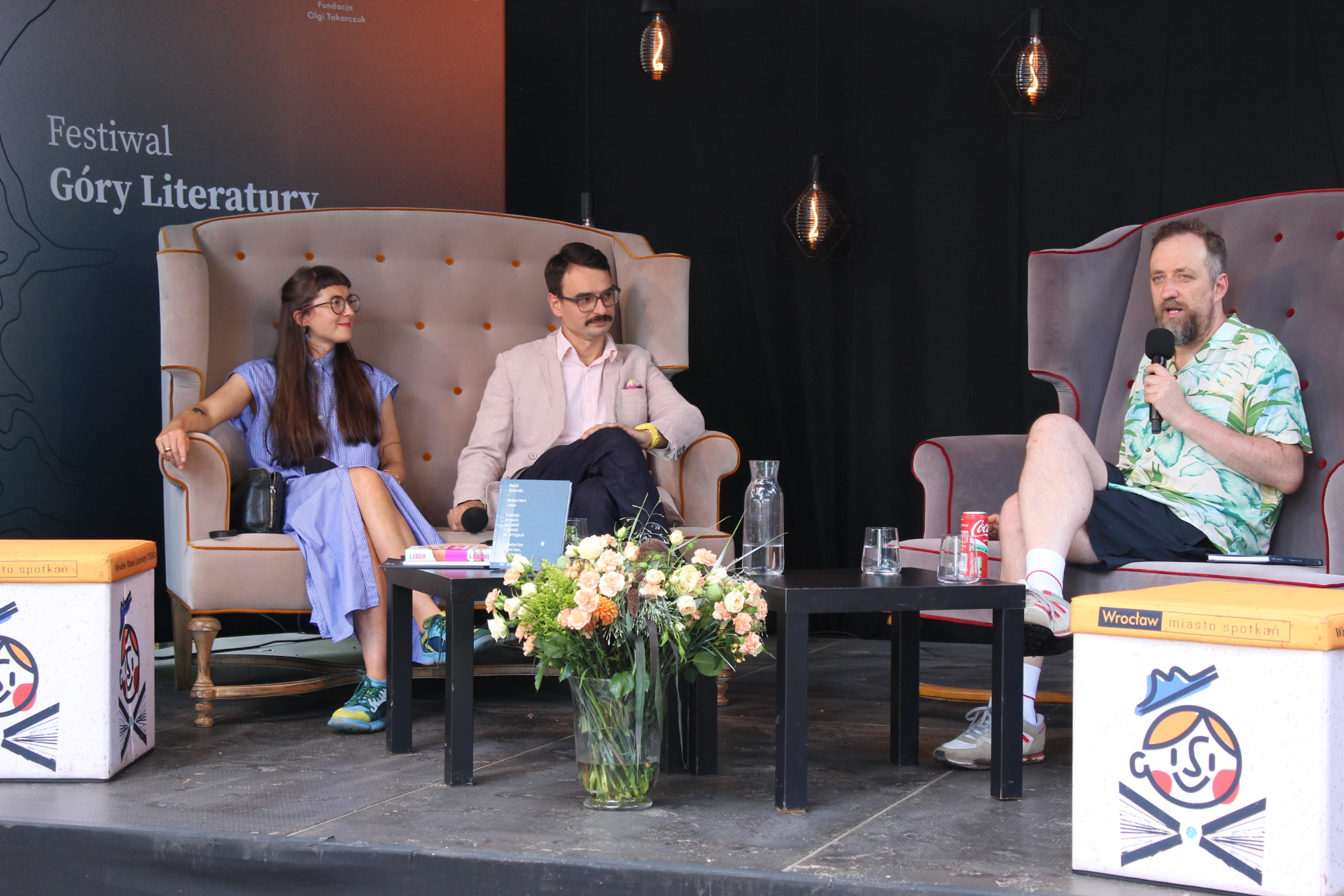
Z Rafałem Siderskim, Michałem Nogasiem

## Nagrody
- Orfeusz – Nagroda Poetycka im. Konstantego Ildefonsa Gałczyńskiego (2016)
- Nagroda Krakowska Książka Miesiąca za tom poetycki Matecznik (2016)[12]
- Nagroda Literacka Gdynia (2018)
- Nagroda Poetycka im. Wisławy Szymborskiej (2022)[13]
- Nagroda Odkrycia Empiku 2023 za książkę Łakome (2024)[14]
- Literacka Nagroda Wielkopolskich Czytelników (2024)[15]
- Finalistka Nagrody Literackiej „Nike” (2024) za powieść "Łakome"

## Poezja
- Otwarta na 77 stronie, Wydawnictwo Towarzystwa Słowaków w Polsce, Kraków 2006 (arkusz poetycki)
- Tropy, Zeszyty Poetyckie, Gniezno 2009, blurb: Karol Maliszewski, Józef Baran, ISBN 978-83-926993-5-4 (debiut)[16]
- Granica lasu, Wydawnictwo WBPiCAK, Poznań 2013, ISBN 978-83-62717-92-7 (w 2014 nominacja do Nagrody Poetyckiej im. K.I. Gałczyńskiego - Orfeusz[17] oraz nominacja do Nagrody Poetyckiej im. Krystyny i Czesława Bednarczyków[18])
- Matecznik, Wydawnictwo WBPiCAK, Poznań 2016 (w 2017 Nagroda Poetycka im. K.I. Gałczyńskiego - Orfeusz)
- Jezik zemlje, Treći Trg, Belgrade 2017 (tłumaczenie Biserka Rajčić)
- Sny uckermӓrkerów, Wydawnictwo WBPiCAK, Poznań 2018 (w 2019 nominacja do Wrocławskiej Nagrody Poetyckiej „Silesius” i do Nagrody Poetyckiej im. K.I. Gałczyńskiego - Orfeusz)
- Sprawy ziemi, Wydawnictwo WBPiCAK, Poznań 2020 (zbiór trzech tomów wydanych wcześniej przez WBPiCAK: Granica lasu, Matecznik i Sny uckermӓrkerów)
- Mer de Glace, Wrocławskie Wydawnictwo Warstwy, Wrocław 2021

## Proza
- Łakome, Znak, Kraków 2023 (finałowa siódemka Nagrody Literackiej Nike 2024[19])